# Rzepin (gmina)
Pour les articles homonymes, voir Rzepin.
Rzepin est une gmina urbaine-rurale (gmina miejsko-wiejska) ou mixte de la powiat de Słubice, dans la Voïvodie de Lubusz, dans l'ouest de la Pologne.
Son siège administratif (chef-lieu) est la ville de Rzepin, et qui se situe environ 19 kilomètres à l'est de Słubice (siège de la powiat), 65 kilomètres au nord-ouest de Zielona Góra (siège de la diétine régionale) et 52 kilomètres au sud-ouest de Gorzów Wielkopolski (capitale de la voïvodie).
La gmina couvre une superficie de 191,11 kilomètres carrés pour une population de 9 880 habitants en 2006 avec une population pour la ville de Rzepin de 6 499 habitants et pour la partie rurale de 3 381 habitants.

## Histoire
De 1975 à 1998, la gmina est attachée administrativement à la voïvodie de Gorzów.

Depuis 1999, elle fait partie de la voïvodie de Lubusz.

## Géographie
Hormis la ville de Rzepin, la gmina inclut les villages et localités de :

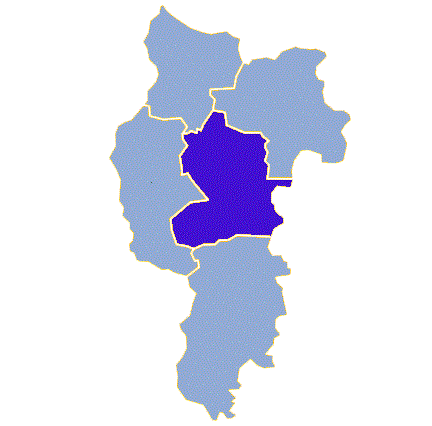
Plan de la gmina

- Drzeńsko
- Gajec
- Jerzmanice
- Kowalów
- Lubiechnia Mała
- Lubiechnia Wielka
- Maniszewo
- Nowy Młyn
- Radów
- Rzepinek
- Serbów
- Starków
- Starościn
- Sułów
- Zielony Bór

### Gminy voisines
La gmina de Rzepin est voisine des gminy suivantes :
- Cybinka
- Górzyca
- Ośno Lubuskie
- Słubice
- Torzym

## Structure du terrain
D'après les données de 2002, la superficie de la commune de Rzepin est de 191,11 kilomètres carrés, répartis comme telle :
- terres agricoles : 40%
- forêts : 51%

La commune représente 19,12% de la superficie du powiat.

## Démographie
Données du 30 juin 2006:
| Description        | Total  | Total | Femmes | Femmes | Hommes | Hommes |
| ------------------ | ------ | ----- | ------ | ------ | ------ | ------ |
| Unité              | Nombre | %     | Nombre | %      | Nombre | %      |
| Population         | 9 852  | 100   | 4 947  | 50,2   | 4 905  | 49,8   |
| Densité (hab./km²) | 52     | 52    | 26,1   | 26,1   | 25,9   | 25,9   |